# Jana viettei
Jana viettei är en fjärilsart som beskrevs av Berger 1980. Jana viettei ingår i släktet Jana och familjen Eupterotidae. Inga underarter finns listade i Catalogue of Life.